# 嘉祿·奧維多·卡瓦達
嘉祿·奧維多·卡瓦達（西班牙語：Carlos Oviedo Cavada；1927年1月19日—1998年12月7日），是天主教智利籍的司鐸級樞機和慈悲聖母修會會士。也是前智利聖地牙哥總教區總主教。

## 生平
嘉祿·奧維多·卡瓦達出生於1927年1月19日，在智利首都聖地亞哥。1944年1月28日加入慈悲聖母修會，並1945年3月18日發簡願及1948年3月19日發顯願。曾就讀於智利天主教大學。於1949年9月24日日，在聖地牙哥總教區晉鐸。
1949年至1953年，被派到羅馬宗座額我略大學學習深造，並獲得法律博士學位。之後，他在1953年至1958年間回到智利天主教大學任教。1958年至1961年間，在修會大中工作，並繼續在梵蒂岡秘密檔案館深造。
1964年3月64日晉牧，並被時任教宗保祿六世任命為康塞普西翁總教區輔助主教，領銜貝內文托教區主教。於1974年年1990年間，他被任命為安托法加斯塔總教區總主教。1990年3月30日，改任為智利聖地牙哥總教區正櫂總主教。1990年至1998年間擔任智利天主教大學校長。
1903年至1998年間成為智利主教團主席。1994年11月26日，被時任教宗若望·保祿二世晉升為司鐸級樞機，領階梯聖母堂區司鐸銜。直到1998年2月16日榮休，由方濟各·沙勿略·埃拉蘇利斯·奧薩接替成為智利聖地牙哥總教區正櫂總主教。同年12月7日，在智利首都聖地亞哥去世。

## 牧徽

嘉祿·奧維多·卡瓦達樞機牧徽